# FIM Superstock 1000 Cup

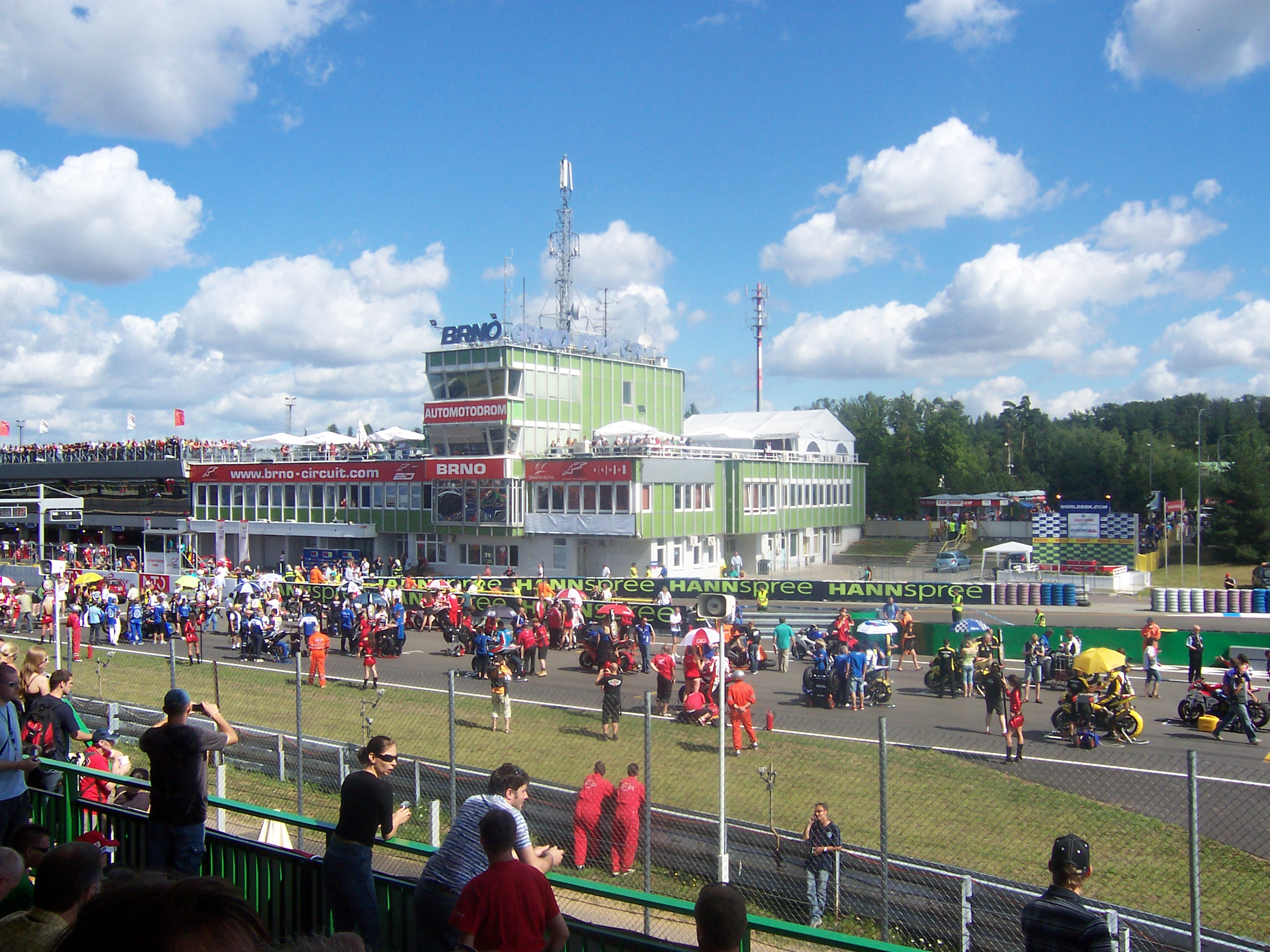
Start zum FIM-Superstock-1000-Cup 2008 in Brünn

Der FIM Superstock 1000 Cup war eine Rennsport-Serie für Motorräder, die seit 2005 von der Fédération Internationale de Motocyclisme (FIM) ausgeschrieben wurde und im Rahmenprogramm der europäischen Veranstaltungen der Superbike-Weltmeisterschaft stattfand. In der Saison 2019 wird der Nachfolger der Serie im Rahmen der Alpe Adria Meisterschaft ausgetragen.
Die Meisterschaft diente für junge Piloten als Sprungbrett in die Supersport- und Superbike-WM. Einige Superbike-WM-Teams unterhielten sogar eigene Juniorteams im Cup.

## Geschichte
Der Vorläufer des FIM Superstock 1000 Cups war die Superstock-1000-Klasse der Motorrad-Europameisterschaft, die von 1999 bis 2004 sowie 2017 und 2018 ausgetragen wurde.
In der Saison 2010 sorgte der Italiener Ayrton Badovini auf einer BMW S 1000 RR des Tems BMW Motorrad Italia STK für ein Novum. Er gewann die ersten neun ausgetragenen Rennen und krönte sich in Silverstone nach dem siebenten von zehn Läufen bereits zum Meister der Saison. Für den deutschen Hersteller BMW war dies der erste Titel im FIM Superstock 1000 Cup.

## Reglement
Die Meisterschaft war für Superbikes der 1000-cm³-Kategorie ausgeschrieben. Das technische Reglement war auf höchste Seriennähe ausgelegt und erlaubte nur geringe Unterschiede zwischen den verwendeten Rennmaschinen und den käuflichen Straßenversionen der Motorräder. Es wurde auf profilierten Einheitsreifen von Pirelli gefahren, das Höchstalter der Piloten betrug 28 Jahre.

### Eingesetzte Maschinen (Auswahl)
- Aprilia RSV4
- BMW S 1000 RR
- Ducati 1098 R
- Ducati 1199 Panigale
- Honda CBR 1000 RR
- Kawasaki ZX-10R
- KTM RC8 R
- MV Agusta F4 312 R
- Suzuki GSX-R 1000
- Yamaha YZF-R1

## Siegerliste
(gefärbter Hintergrund = Superstock-1000-Europameisterschaft)
| Jahr | Fahrertitel           | Motorrad               | Team                         |
| ---- | --------------------- | ---------------------- | ---------------------------- |
| 1999 | Karl Harris           | Suzuki GSX 750 R       | GR Motorsport                |
| 2000 | James Ellison         | Honda 900 CBR          | Ten Kate Joung Guns          |
| 2001 | James Ellison         | Suzuki GSX-R 1000      | Tech 2000                    |
| 2002 | Vittorio Iannuzzo     | Suzuki GSX-R 1000      | Alstare System Suzuki Italia |
| 2003 | Michel Fabrizio       | Suzuki GSX-R 1000      | Alstare Suzuki Italia        |
| 2004 | Lorenzo Alfonsi       | Yamaha YZF-R1          | Italia Lorenzini by Leoni    |
| 2005 | Didier Van Keymeulen  | Yamaha YZF-R1          | Yamaha Motor Germany         |
| 2006 | Alessandro Polita     | Suzuki GSX-R 1000      | Celani Suzuki Italia         |
| 2007 | Niccolò Canepa        | Ducati 1098 S          | Ducati Xerox Junior Team     |
| 2008 | Brendan Roberts       | Ducati 1098 R          | Ducati Xerox Junior Team     |
| 2009 | Xavier Siméon         | Ducati 1098 R          | Ducati Xerox Junior Team     |
| 2010 | Ayrton Badovini       | BMW S 1000 RR          | BMW Motorrad Italia STK      |
| 2011 | Davide Giugliano      | Ducati 1098 R          | Althea Racing                |
| 2012 | Sylvain Barrier       | BMW S 1000 RR          | BMW Motorrad Italia GoldBet  |
| 2013 | Sylvain Barrier       | BMW S 1000 RR          | BMW Motorrad Italia GoldBet  |
| 2014 | Leandro Mercado       | Ducati 1199 Panigale R | Barni Racing Team            |
| 2015 | Lorenzo Savadori      | Aprilia RSV4-RF        | Nuova M2 Racing              |
| 2016 | Raffaele De Rosa      | BMW S 1000 RR          | Althea BMW Racing Team       |
| 2017 | Michael Ruben Rinaldi | Ducati 1199 Panigale R | Aruba Racing – Junior Team   |
| 2018 | Markus Reiterberger   | BMW S 1000 RR          | alpha Racing–Van Zon–BMW     |

## Verweise